# Ансберг Олександр Янович
Олександр Янович Ансберг (27 лютого 1909, Царськосільський повіт Санкт-Петербурзької губернії, тепер Ленінградської області, Російська Федерація — 20 лютого 1975, місто Таллінн, тепер Естонія) — радянський естонський діяч, заступник голови Ради міністрів Естонської РСР, міністр культури Естонської РСР, заступник голови Президії Верховної ради Естонської РСР. Депутат Верховної ради Естонської РСР.

## Життєпис
Закінчив Ленінградський юридичний інститут. З 1938 року працював у Ленінградському державному арбітражі.
Член ВКП(б).
6 жовтня 1949 — 16 червня 1952 року — заступник голови Ради міністрів Естонської РСР.
17 червня 1952 — квітень 1953 року — голова виконавчого комітету Талліннської обласної ради депутатів трудящих.
17 квітня 1953 — 19 квітня 1963 року — міністр культури Естонської РСР.
У квітні 1963 — 20 лютого 1975 року — заступник голови Президії Верховної ради Естонської РСР. З 7 жовтня по 22 грудня 1970 року — в.о. голови Президії Верховної ради Естонської РСР.
Помер 20 лютого 1975 року в Таллінні. Похований на Лісовому цвинтарі Таллінна.

## Нагороди
- орден Леніна (1950)
- два ордени Трудового Червоного Прапора
- орден «Знак Пошани»
- медалі
- Заслужений діяч культури Естонської РСР (1969)